# Mont-Bernanchon
Mont-Bernanchon is een gemeente in het Franse departement Pas-de-Calais (regio Hauts-de-France). De plaats maakt deel uit van het arrondissement Béthune. Mont-Bernanchon telde op 1 januari 2022 1.319 inwoners.

## Geografie
De oppervlakte van Mont-Bernanchon bedroeg op 1 januari 2022 11,4 vierkante kilometer; de bevolkingsdichtheid was toen 115,7 inwoners per km².
De onderstaande kaart toont de ligging van Mont-Bernanchon met de belangrijkste infrastructuur en aangrenzende gemeenten.

## Demografie
Onderstaande figuur toont het verloop van het inwonertal (bron: INSEE-tellingen).